# Villa Monzeglio
La Villa Monzeglio, conocida actualmente también como Quinta Olary, es una residencia particular construida en 1953 en el sector de Colinas de Bello Monte de Caracas por el arquitecto Antonio Montini para Orestes Monzeglio.
Fue emplazada sobre una parcela de pendientes abruptas que aunado al diseño de su estructura le otorgan un estilo muy particular. Es una construcción aislada que presenta dos volúmenes. El primero está anclado en la montaña y contenía las áreas de servicio, circulación y dormitorios, mientras el segundo es un amplio volado que albergaba las áreas sociales. 
Se mantiene como uno de los mejores ejemplos de la tendencia modernizadora impulsada por el Nuevo Ideal Nacional durante la llamada Década Militar (1948-1958), así como una manifestación arquitectónica de la inmigración italiana en Venezuela en la segunda mitad del siglo XX.